# Göstapiggane
Göstapiggane är en bergstopp i Antarktis. Den ligger i Östantarktis. Norge gör anspråk på området. Toppen på Göstapiggane är 1 680 meter över havet.
Terrängen runt Göstapiggane är kuperad västerut, men österut är den platt. Trakten är glest befolkad. Närmaste befolkade plats är Sarie Marais, 9,1 kilometer nordväst om Göstapiggane. 